# The Course of the Inevitable
The Course of the Inevitable è il quarto album in studio del rapper statunitense Lloyd Banks, pubblicato nel 2021.

## Tracce
1. Propane – 3:03
2. Sidewalks – 2:58
3. Empathy (featuring Freddie Gibbs) – 4:15
4. Early Exit (featuring Roc Marciano) – 4:16
5. Formaldehyde (featuring Benny the Butcher) – 3:35
6. Death by Design – 4:01
7. Food (featuring Styles P) – 3:11
8. Crown – 3:18
9. Falsified (featuring Ransom) – 3:58
10. Break Me Down – 4:51
11. Commitment – 3:09
12. Pain Pressure Paranoia – 4:31
13. Stranger Things – 2:56
14. Drop 5 – 3:06
15. Panic (featuring Sy Ari da Kid) – 4:17
16. Smoke and Mirrors – 3:48
17. Dishonorable Discharge (featuring Vado) – 4:46
18. C O T I – 3:48